# Francja na Zimowych Igrzyskach Olimpijskich 2002
Reprezentacja Francji na Zimowych Igrzyskach Olimpijskich 2002 – licząca 114 zawodników (87 mężczyzn i 27 kobiet) reprezentacja Francji na Zimowe Igrzyska Olimpijskie 2002. Francuzi wystartowali w 15 dyscyplinach sportowych i zdobyli łącznie 11 medali – cztery złote, pięć srebrnych i dwa brązowe, co pozwoliło na zajęcie szóstego miejsca w klasyfikacji medalowej tych igrzysk. Był to 19 w historii start reprezentacji Francji na zimowych igrzyskach olimpijskich.
Najmłodszym reprezentantem Francji był łyżwiarz figurowy Brian Joubert (17 lat 145 dni), a najstarszym Francuzem startującym w igrzyskach był Dominique Dupont Roc (38 lat 139 dni), który reprezentował swój kraj w curlingu.

## Zdobyte medale
| Medal  | Zawodnik                                                     | Dyscyplina sportowa   | Konkurencja                        | Rezultat  |
| ------ | ------------------------------------------------------------ | --------------------- | ---------------------------------- | --------- |
| Złoto  | Jean-Pierre Vidal                                            | Narciarstwo alpejskie | Slalom mężczyzn                    | 1:41,06   |
| Złoto  | Carole Montillet                                             | Narciarstwo alpejskie | Zjazd kobiet                       | 1:39,56   |
| Złoto  | Isabelle Blanc                                               | Snowboarding          | Slalom gigant równoległy kobiet    | – 1,74    |
| Złoto  | Marina Anisina Gwendal Peizerat                              | Łyżwiarstwo figurowe  | Pary taneczne                      | 2,0 pkt   |
| Srebro | Sébastien Amiez                                              | Narciarstwo alpejskie | Slalom mężczyzn                    | 1:41,82   |
| Srebro | Laure Péquegnot                                              | Narciarstwo alpejskie | Slalom kobiet                      | 1:46,17   |
| Srebro | Raphaël Poirée                                               | Biathlon              | Bieg pościgowy na 12,5 km mężczyzn | 33:17,6   |
| Srebro | Karine Ruby                                                  | Snowboarding          | Slalom gigant równoległy kobiet    | + 1,74    |
| Srebro | Doriane Vidal                                                | Snowboarding          | Halfpipe kobiet                    | 43,0 pkt  |
| Brąz   | Vincent Defrasne Gilles Marguet Raphaël Poirée Julien Robert | Biathlon              | Sztafeta 4 × 7,5 km mężczyzn       | 1:24:36,6 |
| Brąz   | Richard Gay                                                  | Narciarstwo dowolne   | Jazda po muldach mężczyzn          | 26,91 pkt |

## Biathlon

### Mężczyźni
| Konkurencja    | Zawodnik         | Pudła | Czas    | Miejsce |
| -------------- | ---------------- | ----- | ------- | ------- |
| Sprint         | Gilles Marguet   | 4     | 28:20,1 | 66.     |
| Sprint         | Julien Robert    | 2     | 27:05,1 | 35.     |
| Sprint         | Vincent Defrasne | 2     | 26:36,7 | 21.     |
| Sprint         | Raphaël Poirée   | 2     | 25:56,9 | 9.      |
| Bieg pościgowy | Julien Robert    | 4     | 36:55,4 | 39.     |
| Bieg pościgowy | Vincent Defrasne | 3     | 34:33,6 | 18.     |
| Bieg pościgowy | Raphaël Poirée   | 1     | 33:17,6 |         |

| Konkurencja   | Zawodnik         | Czas    | Pudła | Strata    | Miejsce |
| ------------- | ---------------- | ------- | ----- | --------- | ------- |
| Bieg na 20 km | Ferréol Cannard  | 56:32,9 | 5     | 1'01:32,9 | 77.     |
| Bieg na 20 km | Julien Robert    | 54:54,0 | 3     | 57:54,0   | 54.     |
| Bieg na 20 km | Vincent Defrasne | 53:20,3 | 3     | 56:20,3   | 37.     |
| Bieg na 20 km | Raphaël Poirée   | 50:52,9 | 2     | 52:52,9   | 10.     |

#### Sztafeta mężczyzn
| Zawodnicy                                                    | Wyniki | Wyniki    | Wyniki  |
| Zawodnicy                                                    | Pudła  | Czas      | Miejsce |
| ------------------------------------------------------------ | ------ | --------- | ------- |
| Gilles Marguet Vincent Defrasne Julien Robert Raphaël Poirée | 0      | 1'24:36,6 |         |

### Kobiety
| Konkurencja    | Zawodniczka             | Pudła | Czas     | Miejsce |
| -------------- | ----------------------- | ----- | -------- | ------- |
| Sprint         | Delphyne Heymann-Burlet | 1     | 22:37,7  | 23.     |
| Sprint         | Corinne Niogret         | 0     | 21:50,3  | 9.      |
| Sprint         | Sandrine Bailly         | 1     | 21:35,7  | 7.      |
| Sprint         | Florence Baverel-Robert | 0     | 21:27,9  | 5.      |
| Bieg pościgowy | Delphyne Heymann-Burlet | 3     | 34:48,4c | 33.     |
| Bieg pościgowy | Corinne Niogret         | 3     | 34:35,3  | 27.     |
| Bieg pościgowy | Sandrine Bailly         | 4     | 32:57,2  | 17.     |
| Bieg pościgowy | Florence Baverel-Robert | 3     | 32:39,8  | 14.     |

| Konkurencja   | Zawodniczka             | Time    | Pudła | Strata  | Miejsce |
| ------------- | ----------------------- | ------- | ----- | ------- | ------- |
| Bieg na 15 km | Delphyne Heymann-Burlet | 49:19,2 | 2     | 51:19,2 | 26.     |
| Bieg na 15 km | Corinne Niogret         | 49:49,6 | 1     | 50:49,6 | 21.     |
| Bieg na 15 km | Sylvie Becaert          | 48:09,0 | 2     | 50:09,0 | 16.     |
| Bieg na 15 km | Florence Baverel-Robert | 47:10,2 | 2     | 49:10,2 | 11.     |

#### Sztafeta
| Zawodniczki                                                                     | Wyniki | Wyniki    | Wyniki  |
| Zawodniczki                                                                     | Pudła  | Czas      | Miejsce |
| ------------------------------------------------------------------------------- | ------ | --------- | ------- |
| Delphyne Heymann-Burlet Florence Baverel-Robert Sandrine Bailly Corinne Niogret | 0      | 1:31:09,3 | 9.      |

## Biegi narciarskie

### Mężczyźni
Bieg pościgowy
| Zawodnik                     | 10 km stylem klasycznym | 10 km stylem klasycznym | 10 km stylem dowolnym | 10 km stylem dowolnym |
| Zawodnik                     | Czas                    | Miejsce                 | Czas                  | Miejsce               |
| ---------------------------- | ----------------------- | ----------------------- | --------------------- | --------------------- |
| Emmanuel Jonnier             | 29:21,2                 | 60.                     | nq                    | nq                    |
| Christophe Perrillat-Collomb | 28:13,5                 | 46. Q                   | 28:11,9               | 56.                   |
| Alexandre Rousselet          | 27:28,1                 | 29. Q                   | 25:33,9               | 35.                   |
| Vincent Vittoz               | 27:05,2                 | 21. Q                   | 24:19,8               | 13.                   |

| Konkurencja           | Zawodnik                     | Wynik     | Wynik   |
| Konkurencja           | Zawodnik                     | Czas      | Miejsce |
| --------------------- | ---------------------------- | --------- | ------- |
| 30 km stylem dowolnym | Christophe Perrillat-Collomb | DNF       | –       |
| 30 km stylem dowolnym | Alexandre Rousselet          | 1:18:01,3 | 47.     |
| 30 km stylem dowolnym | Vincent Vittoz               | 1:13:21,7 | 11.     |
| 30 km stylem dowolnym | Emmanuel Jonnier             | 1:13:15,1 | 10.     |

Sztafeta 4 × 10 km
| Zawodnicy                                                                        | Wynik     | Wynik   |
| Zawodnicy                                                                        | Czas      | Miejsce |
| -------------------------------------------------------------------------------- | --------- | ------- |
| Alexandre Rousselet Christophe Perrillat-Collomb Vincent Vittoz Emmanuel Jonnier | 1:35:50,8 | 8.      |

### Kobiety
Bieg pościgowy
| Zawodniczka                      | 5 km stylem klasycznym | 5 km stylem klasycznym | 5 km stylem dowolnym | 5 km stylem dowolnym |
| Zawodniczka                      | Czas                   | Miejsce                | Czas                 | Miejsce              |
| -------------------------------- | ---------------------- | ---------------------- | -------------------- | -------------------- |
| Annick Vaxelaire-Pierrel         | 14:18,6                | 40. Q                  | 13:35,9              | 37.                  |
| Karine Philippot                 | 14:12,9                | 35. Q                  | 13:12,8              | 19.                  |
| Aurélie Perrillat-Collomb Storti | 14:06,0                | 30. Q                  | 13:29,7              | 31.                  |

| Konkurencja             | Zawodniczka                      | Wynik   | Wynik   |
| Konkurencja             | Zawodniczka                      | Czas    | Miejsce |
| ----------------------- | -------------------------------- | ------- | ------- |
| 10 km stylem klasycznym | Aurélie Perrillat-Collomb Storti | 30:00,2 | 17.     |
| 15 km stylem dowolnym   | Annick Vaxelaire-Pierrel         | 42:26,7 | 24.     |
| 15 km stylem dowolnym   | Karine Philippot                 | 40:38,6 | 8.      |

## Bobsleje

### Mężczyźni
| Zawodnicy                                                        | Konkurencja | Przejazd 1 | Przejazd 1 | Przejazd 2 | Przejazd 2 | Przejazd 3 | Przejazd 3 | Przejazd 4 | Przejazd 4 | Razem   | Razem   |
| Zawodnicy                                                        | Konkurencja | Czas       | Miejsce    | Czas       | Miejsce    | Czas       | Miejsce    | Czas       | Miejsce    | Czas    | Miejsce |
| ---------------------------------------------------------------- | ----------- | ---------- | ---------- | ---------- | ---------- | ---------- | ---------- | ---------- | ---------- | ------- | ------- |
| Emanuel Hostache Bruno Mingeon                                   | Dwójki      | 48,23      | 17.        | 48,03      | 10.        | 48,27      | 17.        | 48,15      | 12.        | 3:12,68 | 13.     |
| Bruno Mingeon Éric Le Chanony Christophe Fouquet Alexandre Arbez | Czwórki     | 46,92      | 8.         | 46,86      | 7.         | 47,25      | 5.         | 47,53      | 5.         | 3:08,56 | 5.      |
| Bruno Thomas Michel André Thibault Giroud Philippe Paviot        | Czwórki     | 46,88      | 6.         | 47,03      | 12.        | 47,47      | 11.        | 47,82      | 13.        | 3:09,20 | 10.     |

## Curling

### Mężczyźni
| Francja   | 5:9 | Niemcy            |
| Dania     | 8:7 | Francja           |
| Francja   | 2:9 | Norwegia          |
| Kanada    | 8:1 | Francja           |
| Finlandia | 6:5 | Francja           |
| Francja   | 3:8 | Stany Zjednoczone |
| Francja   | 6:9 | Szwecja           |
| Francja   | 3:7 | Szwajcaria        |
| Francja   | 3:7 | Wielka Brytania   |

- Skip: Dominique Dupont-Roc
- Trzeci: Jan Ducroz
- Drugi: Thomas Dufour
- Otwierający: Spencer Mugnier
- Rezerwowy: Philippe Caux[18]

## Hokej na lodzie

### Mężczyźni
Skład drużyny:
- Cristobal Huet
- Fabrice Lhenry
- Patrick Rolland
- Allan Carriou
- Vincent Bachet
- Karl Dewolf
- Jean-François Bonnard
- Denis Perez
- Benoit Pourtanel
- Baptiste Amar
- Benoit Bachelet
- Stéphane Barin
- Arnaud Briand
- Maurice Rozenthal
- Laurent Meunier
- Francis Rozenthal
- Philippe Bozon
- Yorick Treille
- Guillaume Besse
- Jonathan Zwikel
- Anthony Mortas
- Richard Aimonetto
- Laurent Gras
- Trener: Heikki Leime

#### Faza grupowa
| Szwajcaria | 3-3 (1-1, 0-1, 2-1) | Francja |
| Białoruś   | 3-1 (1-1, 1-0, 1-0) | Francja |
| Francja    | 2-4 (0-2, 2-2, 0-0) | Ukraina |

#### Mecz o 13. miejsce
| Słowacja | 7-1 (1-0, 2-0, 4-1) | Francja (14.) |

## Kombinacja norweska

### Skocznia duża + bieg na 7,5 km
| Zawodnik      | Skoki  | Skoki   | Biegi Czas | Razem Miejsce |
| Zawodnik      | Punkty | Miejsce | Biegi Czas | Razem Miejsce |
| ------------- | ------ | ------- | ---------- | ------------- |
| Frédéric Baud | 93,1   | 35.     | 18:33,5    | 27.           |
| Nicolas Bal   | 96,5   | 32.     | 18:04,8    | 18.           |
| Kevin Arnould | 101,1  | 24.     | 19:00,9    | 34.           |
| Ludovic Roux  | 103,5  | 20.     | 17:45,7    | 10.           |

### Skocznia normalna + bieg na 15 km
| Zawodnik      | Skoki  | Skoki   | Biegi Czas | Razem Miejsce |
| Zawodnik      | Punkty | Miejsce | Biegi Czas | Razem Miejsce |
| ------------- | ------ | ------- | ---------- | ------------- |
| Ludovic Roux  | 202,0  | 37.     | 44:22,3    | 26.           |
| Frédéric Baud | 206,0  | 36.     | 45:35,9    | 37.           |
| Nicolas Bal   | 216,5  | 27.     | 41:43,3    | 10.           |
| Kevin Arnould | 236,5  | 9.      | 43:12,1    | 17.           |

### Konkurs drużynowy
| Skład                                                | Skoki  | Skoki   | Biegi Czas | Razem Miejsce |
| Skład                                                | Punkty | Miejsce | Biegi Czas | Razem Miejsce |
| ---------------------------------------------------- | ------ | ------- | ---------- | ------------- |
| Ludovic Roux Frédéric Baud Nicolas Bal Kevin Arnould | 846,5  | 8.      | 51:35,5    | 6.            |

## Łyżwiarstwo figurowe

### Mężczyźni
| Zawodnik         | Punkty | SP | FS | Miejsce |
| ---------------- | ------ | -- | -- | ------- |
| Brian Joubert    | 20,5   | 17 | 12 | 14      |
| Frédéric Dambier | 16,5   | 11 | 11 | 11.     |

### Kobiety
| Zawodniczka       | Punkty | SP | FS | Miejsce |
| ----------------- | ------ | -- | -- | ------- |
| Vanessa Gusmeroli | 22,0   | 10 | 17 | 16.     |
| Laetitia Hubert   | 22,0   | 14 | 15 | 15.     |

### Pary taneczne
| Para                                  | Punkty | CD1 | CD2 | OD | FD | Miejsce |
| ------------------------------------- | ------ | --- | --- | -- | -- | ------- |
| Isabelle Delobel Olivier Schoenfelder | 31,2   | 14  | 14  | 16 | 16 | 16.     |
| Marina Anisina Gwendal Peizerat       | 2,0    | 1   | 1   | 1  | 1  |         |

## Łyżwiarstwo szybkie

### Mężczyźni
| Konkurencja | Zawodnik      | Wynik   | Wynik   |
| Konkurencja | Zawodnik      | Czas    | Miejsce |
| ----------- | ------------- | ------- | ------- |
| 1000 m      | Cédric Kuentz | 1:11,26 | 38.     |
| 1500 m      | Cédric Kuentz | 1:48,20 | 29.     |
| 5000 m      | Cédric Kuentz | 6:35,05 | 24.     |

## Narciarstwo alpejskie

### Mężczyźni
| Zawodnik                 | Konkurencja   | Przejazd 1 | Przejazd 2 | Razem   | Razem   |
| Zawodnik                 | Konkurencja   | Czas       | Czas       | Czas    | Miejsce |
| ------------------------ | ------------- | ---------- | ---------- | ------- | ------- |
| Antoine Dénériaz         | Zjazd         |            |            | 1:40,74 | 12.     |
| Pierre-Emmanuel Dalcin   | Zjazd         |            |            | 1:40,58 | 11.     |
| Sébastien Fournier-Bidoz | Zjazd         |            |            | 1:40,39 | 10.     |
| Claude Crétier           | Zjazd         |            |            | 1:39,96 | 5.      |
| Claude Crétier           | Supergigant   |            |            | DNF     | –       |
| Christophe Saioni        | Supergigant   |            |            | 1:24,28 | 20.     |
| Sébastien Fournier-Bidoz | Supergigant   |            |            | 1:23,82 | 15.     |
| Vincent Millet           | Slalom gigant | 1:14,03    | DNF        | DNF     | –       |
| Joël Chenal              | Slalom gigant | 1:13,76    | 1:13,32    | 2:27,08 | 21.     |
| Frédéric Covili          | Slalom gigant | 1:13,70    | 1:11,95    | 2:25,65 | 15.     |
| Pierrick Bourgeat        | Slalom        | 50,54      | DNF        | DNF     | –       |
| Sébastien Amiez          | Slalom        | 50,16      | 51,66      | 1:41,82 |         |
| Jean-Pierre Vidal        | Slalom        | 48,01      | 53,05      | 1:41,06 |         |

Kombinacja
| Zawodnik         | Zjazd   | Slalom | Slalom | Razem   | Razem   |
| Zawodnik         | Czas    | Czas 1 | Czas 2 | Razem   | Miejsce |
| ---------------- | ------- | ------ | ------ | ------- | ------- |
| Antoine Dénériaz | 1:41,91 | 51,82  | 58,24  | 3:31,97 | 21.     |
| Gaëtan Llorach   | 1:40,56 | DNF    | –      | DNF     | –       |

### Kobiety
| Zawodniczka             | Konkurencja   | Przejazd 1 | Przejazd 2 | Razem   | Razem   |
| Zawodniczka             | Konkurencja   | Czas       | Czas       | Czas    | Miejsce |
| ----------------------- | ------------- | ---------- | ---------- | ------- | ------- |
| Ingrid Jacquemod        | Zjazd         |            |            | 1:42,70 | 23.     |
| Mélanie Suchet          | Zjazd         |            |            | 1:41,15 | 15.     |
| Carole Montillet-Carles | Zjazd         |            |            | 1:39,56 |         |
| Ingrid Jacquemod        | Supergigant   |            |            | 1:16,17 | 22.     |
| Mélanie Suchet          | Supergigant   |            |            | 1:14,83 | 10.     |
| Carole Montillet-Carles | Supergigant   |            |            | 1:14,28 | 7.      |
| Laure Péquegnot         | Slalom gigant | 1:19,99    | 1:19,26    | 2:39,25 | 33.     |
| Christel Pascal-Saioni  | Slalom gigant | 1:18,92    | 1:17,48    | 2:36,40 | 25.     |
| Carole Montillet-Carles | Slalom gigant | 1:18,14    | 1:16,39    | 2:34,53 | 18.     |
| Christel Pascal-Saioni  | Slalom        | DNF        | –          | DNF     | –       |
| Vanessa Vidal           | Slalom        | 53,70      | 54,41      | 1:48,11 | 7.      |
| Laure Péquegnot         | Slalom        | 52,32      | 53,85      | 1:46,17 |         |

## Narciarstwo dowolne

### Jazda po muldach

#### Mężczyźni
| Zawodnik                 | Kwalifikacje | Kwalifikacje | Kwalifikacje | Finał | Finał  | Finał   |
| Zawodnik                 | Czas         | Punkty       | Miejsce      | Czas  | Punkty | Miejsce |
| ------------------------ | ------------ | ------------ | ------------ | ----- | ------ | ------- |
| Laurent Niol             | 29,94        | 24,46        | 16. Q        | 27,87 | 25,00  | 12.     |
| Cédric Regnier-Lafforgue | 30,05        | 24,87        | 13. Q        | 29,95 | 25,63  | 11.     |
| Johann Grégoire          | 28,36        | 24,97        | 12. Q        | 28,06 | 22,77  | 14.     |
| Richard Gay              | 29,42        | 25,86        | 5. Q         | 28,11 | 26,91  |         |

#### Kobiety
| Zawodniczka     | Kwalifikacje | Kwalifikacje | Kwalifikacje | Finał | Finał  | Finał   |
| Zawodniczka     | Czas         | Punkty       | Miejsce      | Czas  | Punkty | Miejsce |
| --------------- | ------------ | ------------ | ------------ | ----- | ------ | ------- |
| Kathleen Allais | 39,48        | 20,54        | 24.          | nq    | nq     | nq      |
| Sandra Laoura   | 37,13        | 23,54        | 7. Q         | 34,82 | 24,12  | 8.      |

## Saneczkarstwo

### Mężczyźni
| Zawodnik        | Przejazd 1 | Przejazd 1 | Przejazd 2 | Przejazd 2 | Przejazd 3 | Przejazd 3 | Przejazd 4 | Przejazd 4 | Razem    | Razem   |
| Zawodnik        | Czas       | Miejsce    | Czas       | Miejsce    | Czas       | Miejsce    | Czas       | Miejsce    | Czas     | Miejsce |
| --------------- | ---------- | ---------- | ---------- | ---------- | ---------- | ---------- | ---------- | ---------- | -------- | ------- |
| Yann Fricheteau | 45,240     | 21.        | 45,009     | 12.        | 44,869     | 20.        | 45,060     | 13.        | 3:00,178 | 18.     |
| Johan Rousseau  | 44,999     | 13.        | 45,025     | 14.        | 44,766     | 16.        | 45,243     | 21.        | 3:00,033 | 15.     |

### Kobiety
| Zawodniczka    | Przejazd 1 | Przejazd 1 | Przejazd 2 | Przejazd 2 | Przejazd 3 | Przejazd 3 | Przejazd 4 | Przejazd 4 | Razem    | Razem   |
| Zawodniczka    | Czas       | Miejsce    | Czas       | Miejsce    | Czas       | Miejsce    | Czas       | Miejsce    | Czas     | Miejsce |
| -------------- | ---------- | ---------- | ---------- | ---------- | ---------- | ---------- | ---------- | ---------- | -------- | ------- |
| Mélanie Ougier | 44,228     | 21.        | 44,055     | 21.        | 44,161     | 25.        | 44,043     | 22.        | 2:56,487 | 24.     |

## Short track

### Mężczyźni
| Zawodnik        | Konkurencja | Runda 1  | Runda 1 | 1/4 finału | 1/4 finału | Półfinał | Półfinał | Finał    | Finał   |
| Zawodnik        | Konkurencja | Czas     | Miejsce | Czas       | Miejsce    | Czas     | Miejsce  | Czas     | Miejsce |
| --------------- | ----------- | -------- | ------- | ---------- | ---------- | -------- | -------- | -------- | ------- |
| Bruno Loscos    | 500 m       | 43,864   | 2. Q    | 1:39,879   | 4.         | nq       | nq       | nq       | nq      |
| Ludovic Mathieu | 500 m       | 43,790   | 3. Q    | 1:13,328   | 4.         | nq       | nq       | nq       | nq      |
| Gregory Durand  | 1000 m      | DSQ      | –       | nq         | nq         | nq       | nq       | nq       | nq      |
| Bruno Loscos    | 1000 m      | 1:28,532 | 3.      | nq         | nq         | nq       | nq       | nq       | nq      |
| Bruno Loscos    | 1500 m      | 2:23,517 | 2. Q    |            |            | 2:15,981 | 2. Q     | 2:19,587 | 5.      |
| Gregory Durand  | 1500 m      | 2:20,496 | 3. Q    |            |            | 2:49,994 | 5.       | nq       | nq      |

### Kobiety
| Zawodniczka       | Konkurencja | Runda 1  | Runda 1 | 1/4 finału | 1/4 finału | Półfinał | Półfinał | Finał    | Finał   |
| Zawodniczka       | Konkurencja | Czas     | Miejsce | Czas       | Miejsce    | Czas     | Miejsce  | Czas     | Miejsce |
| ----------------- | ----------- | -------- | ------- | ---------- | ---------- | -------- | -------- | -------- | ------- |
| Stéphanie Bouvier | 500 m       | 45,723   | 3.      | nq         | nq         | nq       | nq       | nq       | nq      |
| Stéphanie Bouvier | 1000 m      | 1:37,684 | 2. Q    | 1:35,409   | 3.         | nq       | nq       | nq       | nq      |
| Stéphanie Bouvier | 1500 m      | 2:30,075 | 2. Q    |            |            | 2:31,570 | 3. Q     | 2:32,673 | 11.     |

## Skeleton

### Mężczyźni
| Zawodnik         | Przejazd 1 | Przejazd 1 | Przejazd 2 | Przejazd 2 | Razem   | Razem   |
| Zawodnik         | Czas       | Miejsce    | Czas       | Miejsce    | Czas    | Miejsce |
| ---------------- | ---------- | ---------- | ---------- | ---------- | ------- | ------- |
| Philippe Cavoret | 51,92      | 14.        | 51,96      | 17.        | 1:43,88 | 17.     |

## Skoki narciarskie

### Indywidualnie
| Zawodnik         | Skocznia | Kwalifikacje | Kwalifikacje | Kwalifikacje | 1. seria  | 1. seria | 1. seria | 2. seria  | 2. seria | Razem  | Razem   |
| Zawodnik         | Skocznia | Odległość    | Punkty       | Miejsce      | Odległość | Punkty   | Miejsce  | Odległość | Punkty   | Punkty | Miejsce |
| ---------------- | -------- | ------------ | ------------ | ------------ | --------- | -------- | -------- | --------- | -------- | ------ | ------- |
| Nicolas Dessum   | Normalna | 91,5         | 117,5        | 7. Q         | 90,0      | 114,0    | 24. Q    | 91,5      | 117,5    | 231,5  | 22.     |
| Florentin Durand | Duża     | 96,5         | 66,7         | 44.          | nq        | nq       | nq       | nq        | nq       | nq     | nq      |
| Rémi Santiago    | Duża     | 105,0        | 84,0         | 33. Q        | 117,0     | 106,1    | 33.      | nq        | nq       | nq     | nq      |
| Emmanuel Chedal  | Duża     | 111,0        | 97,3         | 21. Q        | 118,5     | 111,3    | 24. Q    | 109,5     | 93,6     | 204,9  | 28.     |
| Nicolas Dessum   | Duża     | 115,5        | 104,4        | 10. Q        | 118,5     | 110,3    | 27. Q    | 118,5     | 109,8    | 220,1  | 23.     |

### Drużynowo
| Skład                                                         | Wyniki | Wyniki  |
| Skład                                                         | Punkty | Miejsce |
| ------------------------------------------------------------- | ------ | ------- |
| Emmanuel Chedal Rémi Santiago Florentin Durand Nicolas Dessum | 755,1  | 10.     |

## Snowboarding

### Mężczyźni

#### Slalom gigant równoległy
| Zawodnik          | Kwalifikacje | Kwalifikacje | 1. runda          | 1/4 finału          | Półfinał                    | Finał        | Miejsce |
| Zawodnik          | Czas         | Miejsce      | 1. runda          | 1/4 finału          | Półfinał                    | Finał        | Miejsce |
| ----------------- | ------------ | ------------ | ----------------- | ------------------- | --------------------------- | ------------ | ------- |
| Charlie Cosnier   | 38,41        | 23.          | nq                | nq                  | nq                          | nq           | nq      |
| Christophe Ségura | 38,06        | 21.          | nq                | nq                  | nq                          | nq           | nq      |
| Nicolas Huet      | 37,49        | 16. Q        | Nicolas Het W     | Siegfried Grabner W | Richard Richardsson P (DSQ) | Chris Klug P | 4.      |
| Mathieu Bozzetto  | 36,90        | 7. Q         | Dieter Krassnig W | Philipp Schoch P    | nq                          | nq           | nq      |

#### Halfpipe
| Zawodnik                | Kwalifikacje 1 | Kwalifikacje 1 | Kwalifikacje 2 | Kwalifikacje 2 | Finał  | Finał   |
| Zawodnik                | Punkty         | Miejsce        | Punkty         | Miejsce        | Punkty | Miejsce |
| ----------------------- | -------------- | -------------- | -------------- | -------------- | ------ | ------- |
| Sébastien Vassoney      | 13,5           | 32.            | 32,1           | 15.            | nq     | nq      |
| Mathieu Justafre        | 16,0           | 30.            | 12,2           | 27.            | nq     | nq      |
| Jonathan Collomb-Patton | 23,9           | 22.            | 28,5           | 22.            | nq     | nq      |

### Kobiety

#### Slalom gigant równoległy
| Zawodniczka        | Kwalifikacje | Kwalifikacje | 1. runda                | 1/4 finału         | Półfinał             | Finał            | Miejsce |
| Zawodniczka        | Czas         | Miejsce      | 1. runda                | 1/4 finału         | Półfinał             | Finał            | Miejsce |
| ------------------ | ------------ | ------------ | ----------------------- | ------------------ | -------------------- | ---------------- | ------- |
| Florine Valdenaire | 44,96        | 25.          | nq                      | nq                 | nq                   | nq               | nq      |
| Julie Pomagalski   | 42,25        | 5. Q         | Marion Posch W          | Isabelle Blanc P   | nq                   | nq               | nq      |
| Isabelle Blanc     | 42,20        | 4. Q         | Steffi von Siebenthal W | Julie Pomagalski W | Jagna Marczułajtis W | Karine Ruby W    |         |
| Karine Ruby        | 41,45        | 2. Q         | Marija Tichwinska W     | Lisa Kosglow W     | Lidia Trettel W      | Isabelle Blanc P |         |

#### Halfpipe
| Zawodniczka   | Kwalifikacje 1 | Kwalifikacje 1 | Kwalifikacje 2 | Kwalifikacje 2 | Finał  | Finał   |
| Zawodniczka   | Punkty         | Miejsce        | Punkty         | Miejsce        | Punkty | Miejsce |
| ------------- | -------------- | -------------- | -------------- | -------------- | ------ | ------- |
| Doriane Vidal | 38,3           | 3. Q           |                |                | 43,0   |         |